# Anne-Caroline Mathieu
Anne-Caroline Mathieu es una deportista francesa que compitió en natación sincronizada. Ganó tres medallas de oro en el Campeonato Europeo de Natación entre los años 1985 y 1989.

## Palmarés internacional
| Campeonato Europeo | Campeonato Europeo    | Campeonato Europeo | Campeonato Europeo |
| Año                | Lugar                 | Medalla            | Prueba             |
| ------------------ | --------------------- | ------------------ | ------------------ |
| 1985               | Sofía (Bulgaria)      | Medalla de oro     | Equipo             |
| 1987               | Estrasburgo (Francia) | Medalla de oro     | Equipo             |
| 1989               | Bonn (RFA)            | Medalla de oro     | Equipo             |